# 喜萬年酒樓

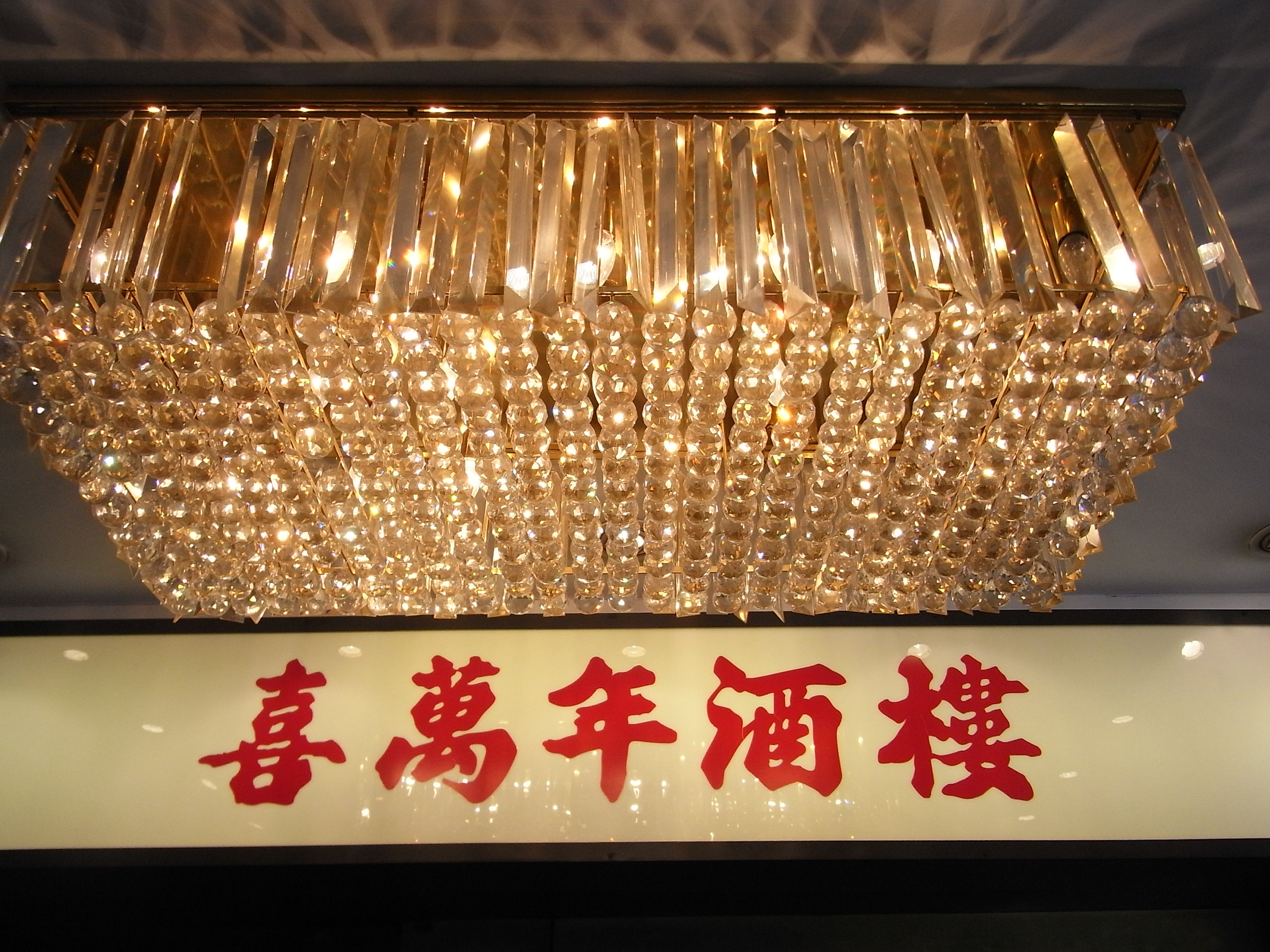
喜萬年酒樓

喜萬年酒樓（英文：Asiania Restaurant），前身為喜萬年酒樓夜總會，是香港一所老牌酒樓，於1972年開業，為當時香港島其中一所規模較大的酒樓夜總會。酒樓現時位於灣仔英皇集團中心地庫。

## 歷史
喜萬年酒樓夜總會於1972年7月27日開業，當時位於熙信大廈的最高兩層（21、22樓），首任董事長即為新世界發展的創辦人鄭裕彤，到1982年由來自香港賽馬圈的呂少文接手經營。
1994年底，隨著酒樓夜總會的文化式微，喜萬年酒樓停辦夜總會，並遷往同一大廈的一樓繼續經營，只保留傳統的中式早午茶市及晚市，惟仍維持舊式茶樓點心車的傳統。
2013年，隨著熙信大廈即將拆卸，喜萬年酒樓於5月休業，並於8月遷往同區英皇集團中心地庫重新開業。

## 著名菜式
- 炭燒乳豬
- 蕎香生炒骨
- 羊城馬站煲
- 香茜太牢球
- 金錢雞

## 外部連結
- Openrice：喜萬年酒樓（页面存档备份，存于）